# Landet för länge sedan VI: Hemligheten bakom Saurus-Berget
Landet för länge sedan VI: Hemligheten bakom Saurus-Berget (engelska: The Land Before Time VI: The Secret of Saurus Rock) är den sjätte filmen i serien Landet för längesedan och den femte uppföljaren till klassikern Landet för längesedan. FIlmen släpptes direkt till video den 1 december 1998.

## Handling
De två busiga trehornsungarna Dinah och Danah rymmer till det hemliga Saurus-Berget som sägs vara magiskt. Lillefot och hans vänner ger sig av och letar rätt på dem. Väl där blir Lillefot räddad av en mystisk långhals som han hört sin morfar prata om. Lillefot vill veta mer om den mystiska långhalsen och får reda på mer och mer.

### Fotnoter
1. ↑  ”Landet för längesedan VI: Hemligheten bakom Saurus-Berget” (på engelska). Internet Movie Database. 1 december 1998. http://www.imdb.com/title/tt0167247/releaseinfo?ref_=tt_ov_inf. Läst 27 augusti 2016.